# Hudiksvalls station

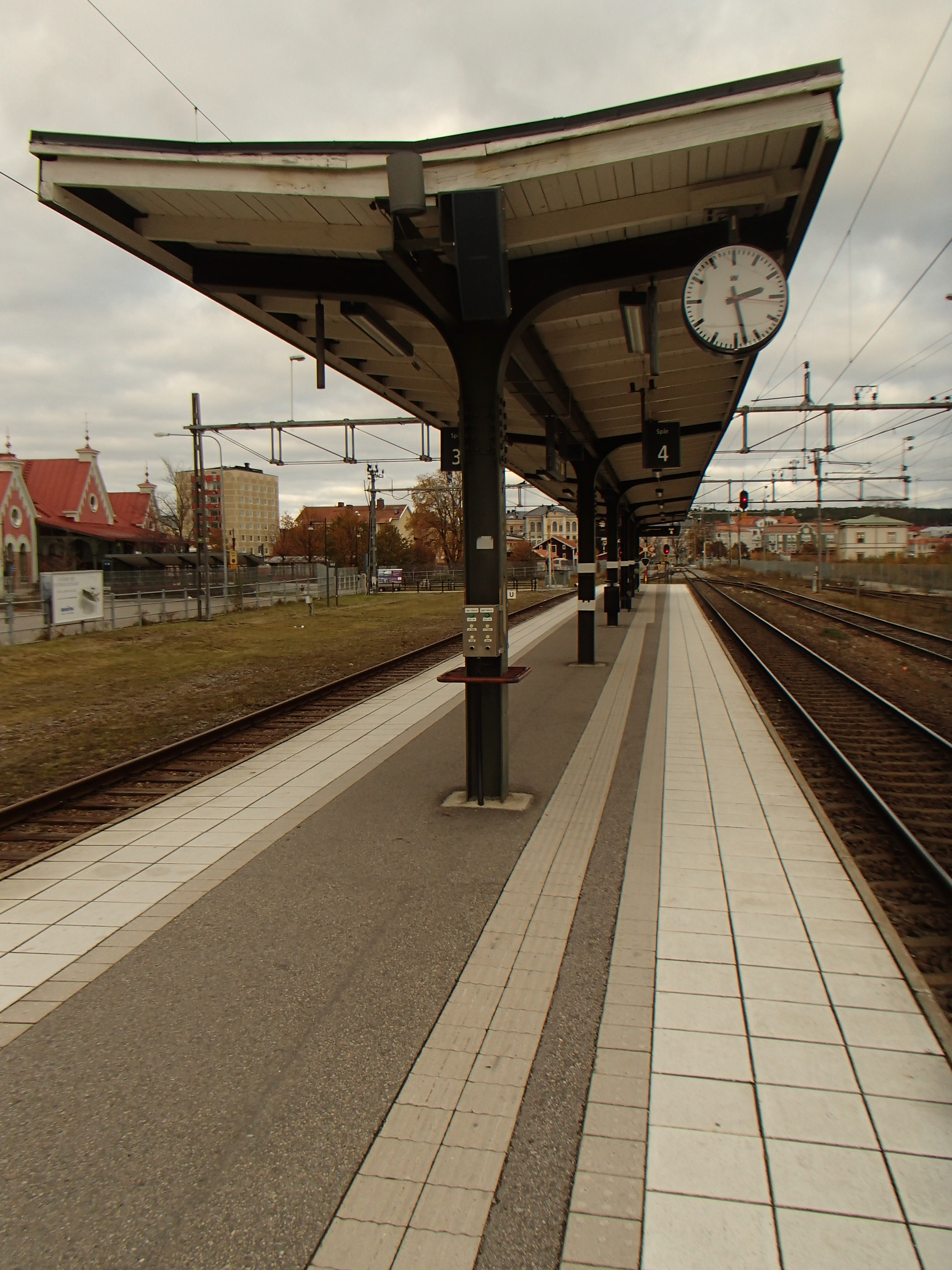
Perrongtaket från 1927

Hudiksvalls station är en järnvägsstation på Ostkustbanan belägen i centrala Hudiksvall. Stationen blev ett statligt byggnadsminne 1986 och ett byggnadsminne enligt Kulturmiljölagen 2001. Stationens perrongtak blev statligt byggnadsminne 2006.

## Historia
På 1870-talet hade Hudiksvall en smalspårig järnvägsförbindelse Hudiksvalls Järnväg med Näsviken vid sjön Dellen. Denna privata bana köptes upp och förstatligades 1877. Spårvidden byggdes om till normalspår och banan förlängdes till Ljusdal vid Norra stambanan.
Stationshuset i Hudiksvall invigdes 1888 då bansträckan i sin helhet öppnades för trafik och anslöts till stambanenätet. Byggnaden ritades av SJ:s arkitekt Adolf Wilhelm Edelswärd och ritningarna är daterade 1886.  Bottenvåningen i stationshuset byggdes om 1924 och 1933. Väntsalen moderniserades 1957, då bland annat ny belysning och nya affischtavlor sattes in. Stationshuset genomgick en upprustning och modernisering 1984, då plåttaket lades om med ursprunglig teknik. Den ursprungliga färgsättningen återskapades även och vissa fönster och dörrar återställdes till sitt ursprungliga utseende.

## Beskrivning
Stationshuset är ritat i nyromansk stil och har inget gemensamt med resten av stadens lokala bebyggelse. Utformningen hade istället mycket gemensamt med landets större stationer. Likheterna med den station som byggdes i Hallsberg två år tidigare är också slående. Fasaderna är symmetriskt uppbyggda och har utsmyckats med kolonetter och rundbågsfriser. Vissa delar av den fasta inredningen i vestibul och väntsalar är bevarade, till exempel tak, paneler och listverk.

### Perrongtaket
En ny perrong uppfördes 1927 och själva perrongtaket som är plåttäckt och bärs upp av en stålkonstruktion, anses ha ett teknikhistoriskt och miljöskapande värde.